# Chaerephon
Genre
Chaerephon, appelé communément Phyllanthes, est un genre de chauves-souris de la famille des Molossidae.
Le nom de genre Chaerephon fait référence à Chéréphon, l'ami de Socrate, qui,  dans la comédie "Ὄρνιθες" (les oiseaux, 1564,II) d'Aristophane, est décrit comme "Chaerephon la chauve-souris" ( Χαιρεφῶν ἡ  νυκτερίς).

## Liste des espèces
Selon ITIS (17 octobre 2019) :
- Chaerephon aloysiisabaudiae (Festa, 1907)
- Chaerephon ansorgei (Thomas, 1913)
- Chaerephon atsinanana Goodman, Buccas, Naidoo, Ratrimomanarivo, Taylor & Lamb, 2010
- Chaerephon bemmeleni (Jentink, 1879)
- Chaerephon bivittatus (Heuglin, 1861)
- Chaerephon bregullae (Felten, 1964)
- Chaerephon chapini J. A. Allen, 1917
- Chaerephon gallagheri (Harrison, 1975)
- Chaerephon jobensis (Miller, 1902)
- Chaerephon jobimena Goodman & Cardiff, 2004
- Chaerephon johorensis (Dobson, 1873)
- Chaerephon leucogaster (A. Grandidier, 1869)
- Chaerephon major (Trouessart, 1897)
- Chaerephon nigeriae Thomas, 1913
- Chaerephon plicatus (Buchannan, 1800)
- Chaerephon pumilus (Cretzschmar, 1826)
- Chaerephon pusillus (Miller, 1902)
- Chaerephon russatus J. A. Allen, 1917
- Chaerephon shortridgei Thomas, 1926
- Chaerephon solomonis Troughton, 1931
- Chaerephon tomensis (Juste & Ibañez, 1993)

## Évolution du taxon
Une publication de 2007 montre que les spécimens provenant des Seychelles occidentales (Aldabra and Amirantes) sont en fait plus petits et formeraient une espèce distincte endémique des Seychelles. Les auteurs demandent le rétablissement du taxon Chaerephon pusillus Miller, 1902, devenu un synonyme de Chaerephon pumilus.